# ガリバーナビ
『Gulliverナビ』は、エフエム北海道（AIR-G'）で放送されていたラジオ番組。

## 概要
毎週中古車に関する疑問・質問・悩みをガリバーのスタッフが答えていく